# イマーム・フサイン廟
イマーム・フサイン廟（イマーム・フサインびょう、アラビア語: مَقَام ٱلْإِمَام ٱلْحُسَيْن ٱبْن عَلِيّ ）は、シーア派三代目イマームのフサイン・イブン・アリーのモスクである。現在のイラクのカルバラーにある。

## 歴史

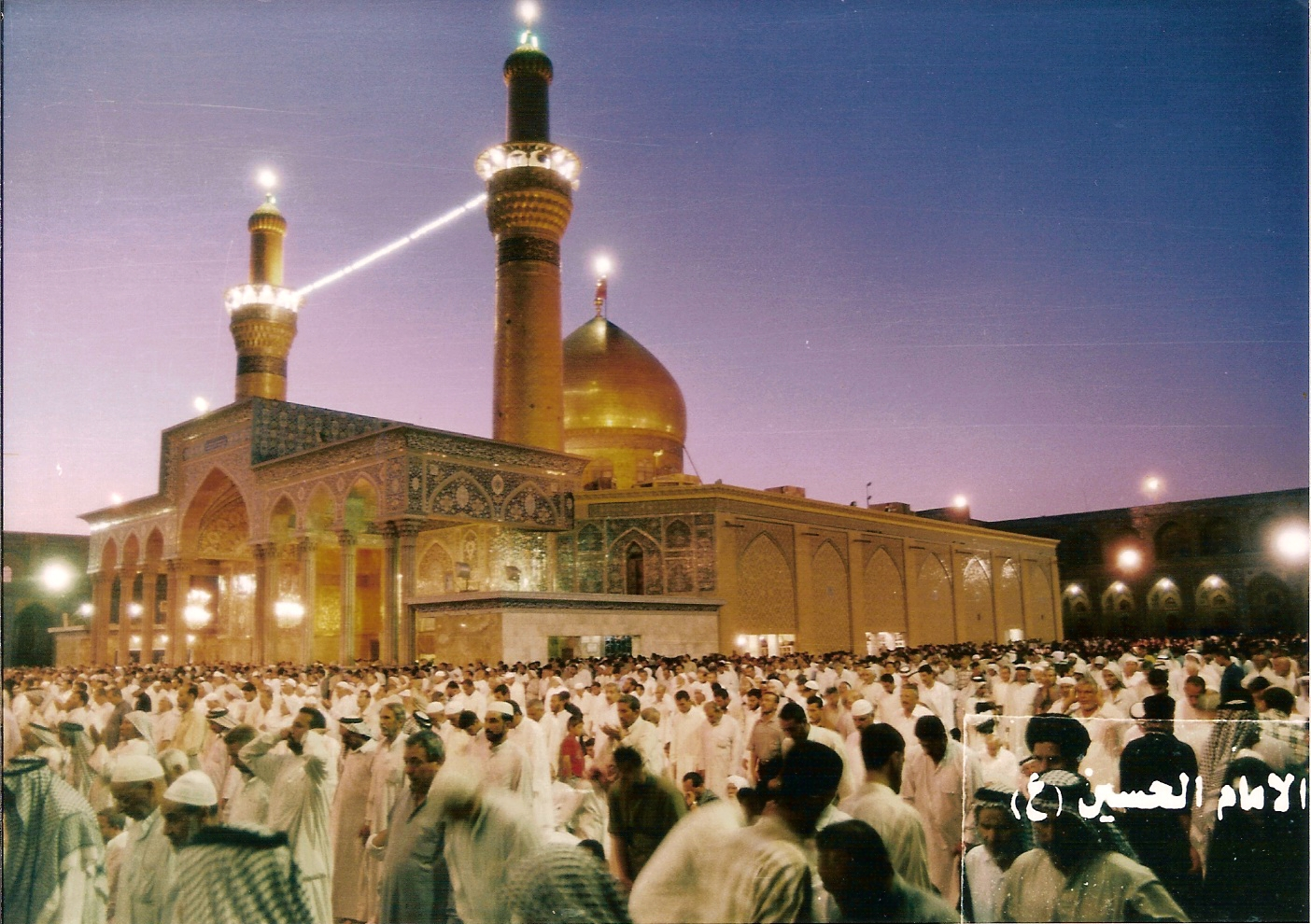
フサイン廟の眺め

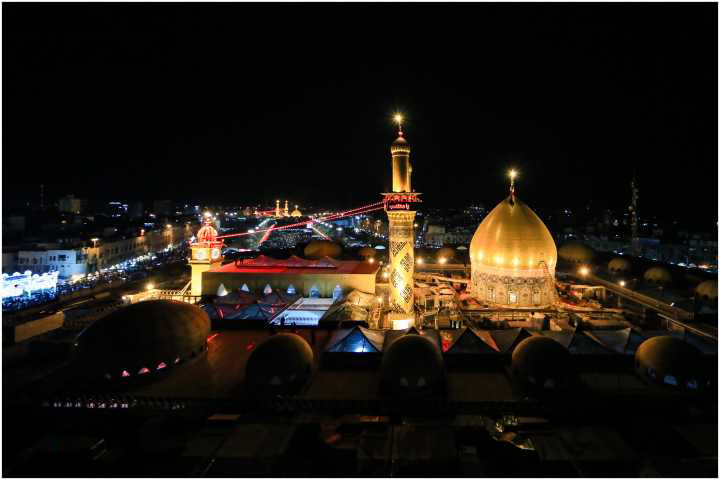
ライトアップされたイマーム・フサイン廟

フサイン・イブン・アリーは、680年にスンナ派政権のウマイヤ朝に反旗を翻し戦争を起こした（カルバラーの戦い）。この戦いでフサインは惜しくも戦死してしまったが、シーア派の人々は彼を殉教者たちの長として尊敬をした。
そして彼を讃えて、684年にムフタル・イブン・アブ・ウバイド・アット・タカフィーによって建設が開始されたが、スンナ派政権であるウマイヤ朝やアッバース朝ではたびたびカリフによる建設禁止や威嚇があった。その影響でモスクは何度も破壊され、その都度再建された。迫害がなくなったのは、シーア派政権のブワイフ朝が政権を握ってからである。
1016年には大火災に見舞われ、当時の宰相ハサン・イブン・ファドルはモスクの再建を命じた。
1514年、サファヴィー朝のイスマーイール1世により、新しい石棺が作られた。その後アッバース1世やアフシャール朝のナーディル・シャーなどにより修復・装飾が施された。
1796年、ガージャール朝のアーガー・モハンマド・シャーが建設資金を提供し、モスクのドームに金箔を貼った。
しかし1801年、ワッハーブ派による襲撃があり、霊廟は損傷を受けた。それを受けファトフ・アリー・シャーは、モスクの修復に資金を提供した。
1991年、サッダーム・フセイン政権に対するシーア派住民の反乱で、霊廟は再び被害を受けた。廟の修復には3年の歳月を要した。
イラク侵攻後、スンナ派とシーア派の対立の中で、モスクは何度も標的とされた。2004年3月2日、アーシューラーが行われていた最中に起きた自爆攻撃で、85人が死亡した。同年12月15日には、霊廟の門付近に爆弾が仕掛けられ、7人が死亡、31人が重軽傷を負った。2008年3月17日には、女性がモスク付近で自爆し、43人が死亡した。

## 建物

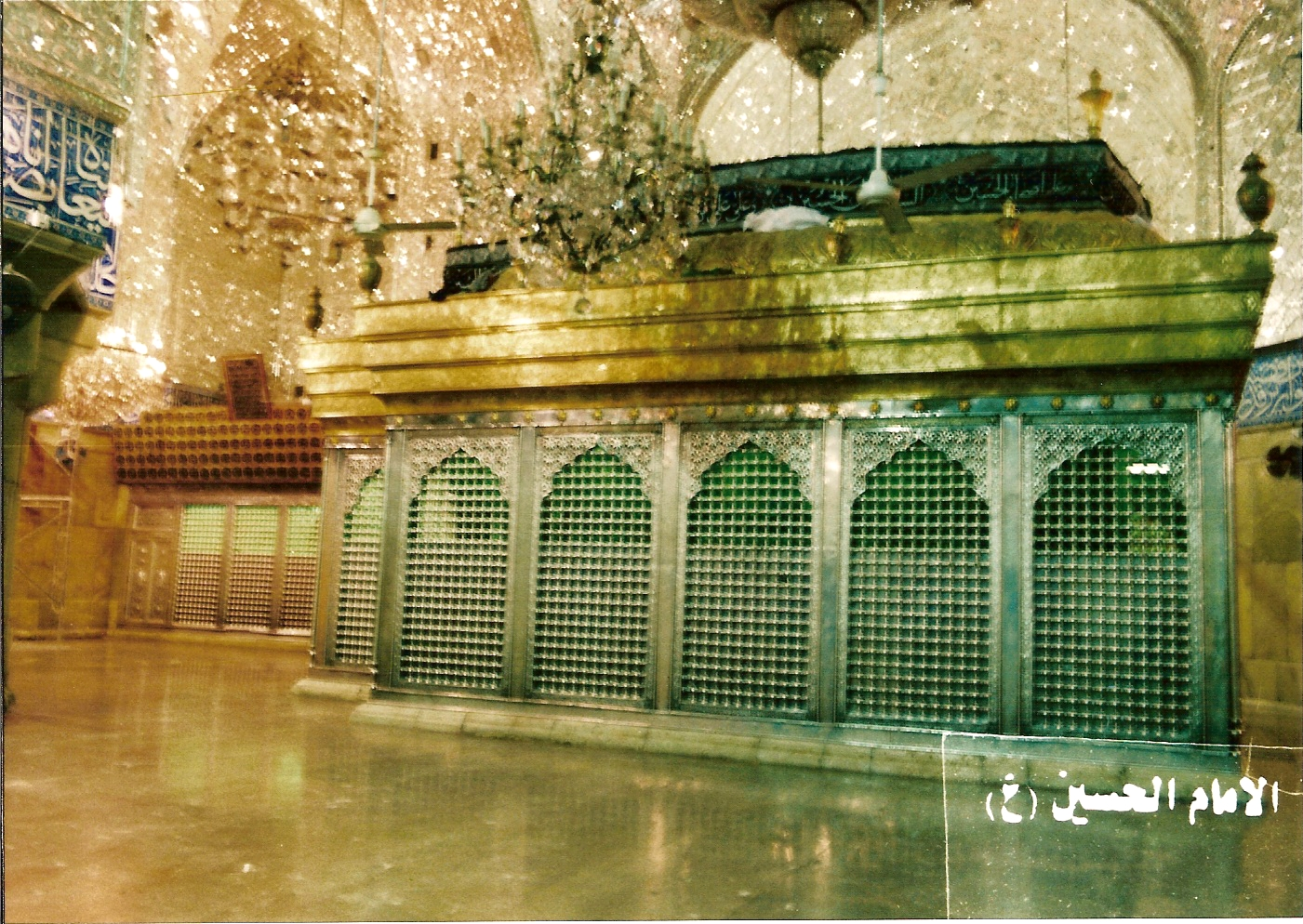
廟内にあるフサインの墓

モスクの壁には、ガラス装飾が施された木製の門があり、その門を開けると中庭がある。フサインの墓は、ダリーフ（ザリーフ、ダリーハ）と呼ばれる黄金の格子の中に埋葬されている。2013年3月5日、老朽化していた墓上のダリーフの交換作業が完了し、新しいダリーフが完成した。